# Stadion des Friedens (Leipzig)
Das Stadion des Friedens ist eines der größten Stadiongelände der sächsischen Stadt Leipzig. Es liegt im Stadtteil Gohlis an der Max-Liebermann-Straße und hat eine Kapazität von 20.500 Plätzen, davon sind 500 nicht überdachte Sitzplätze. Ein Fassungsvermögen von rund 50 000 Zuschauern hatte das Stadion, als es am 30. September 1951 nach Erneuerungsarbeiten wieder eingeweiht wurde.

## Geschichte
Das Stadion des Friedens wurde 1923 offiziell als „Wackerpark“ eröffnet und diente danach dem Bauherren SC Wacker Leipzig als Spielstätte.
Nach der Auflösung des bis dahin renommierten Clubs während des Zweiten Weltkrieges übernahmen verschiedene Clubs das Gelände, manche nutzen es aber auch nur für bestimmte Spiele. Vorwärts Leipzig trug nur einige wichtige Spiele hier aus, dafür aber über einen Zeitraum von 20 Jahren. Von 1954 bis 1963 zog der SC Lokomotive Leipzig fest in den weitläufigen Ground ein. Im März 1979 wurde die BSG Rotation 1950 Leipzig gezwungen, von ihrem frisch erbauten Gelände, der heutigen Egidius Braun Sportschule, in das Stadion des Friedens zu wechseln. 1992 tauschten Rotation und die Sportgemeinschaft Motor Gohlis-Nord (SG MoGoNo) ihre Gelände. Seither nutzen die Blau-weißen das Areal.
Berühmt wurde das Stadion unter anderem auch als neutrale Spielstätte für die hitzigen Fußball-Lokalderbys zwischen dem 1. FC Lokomotive Leipzig und der BSG Chemie Leipzig in der Oberligasaison 1983/84, als der Rasen des Zentralstadions nach dem VII. Turn- und Sportfest ramponiert und nicht bespielbar war und man eine Ausweichspielstätte benötigte. Zu diesen Duellen kamen 30.000 bzw. 19.000 Zuschauer nach Gohlis. In der Saison davor trug die TSG Chemie Markkleeberg ihr Heimspiel in der DDR-Liga gegen die BSG Chemie Leipzig vor 20.000 Zuschauern in diesem Stadion aus, weil das Stadion an der Lauer in Markkleeberg (Kapazität: 6.000 Zuschauer) viel zu klein war. Diese Spiele sind auch mit Angabe von Quellen im Artikel Leipziger Stadtderby aufgelistet.
Neben drei Großfeldplätzen beherbergt das Stadion einen separaten Kleinfeld-, einen Beach-, einen Hockey- sowie einen kleinen und einen großen Hartplatz. Außerdem sind noch eine Leichtathletikhalle, ein Kraftraum, das Judo Dojo und ein Clubraum vorhanden.

## Besondere Spiele
In der Zeit vor der Einführung landesweit ausgespielter höchster Ligen, wie der Bundesliga oder der DDR-Oberliga, wurde die Deutsche Fußballmeisterschaft im K.-o.-System, ähnlich dem heutigen DFB-Pokal, ausgespielt. Allerdings fanden die Spiele in neutralen Stadien statt. In Leipzig wurde dafür häufig das Probstheidaer Stadion, der Fortuna Sportpark und der Wackerpark genutzt. Die Spiele zwischen 1906 und dem Bau des großen Wackerpark/Stadions fanden noch im wesentlich kleineren „Wackerstadion Debrahof“ statt. Auf dem Weg zu seiner ersten Meisterschaft gewann der FC Bayern München 1932 sein Viertelfinalspiel in Leipzig. Im Folgenden eine Liste mit Duellen, die im Stadion des SC Wacker Leipzig gespielt wurden:
- Viertelfinale Deutsche Fußballmeisterschaft 1905/06, 22. April 1906 VfB Leipzig gegen Norden-Nordwest Berlin 9:1 Zuschauer: 2.000
- Viertelfinale Deutsche Fußballmeisterschaft 1908/09, 16. Mai 1909 SC Erfurt 95 gegen SC Alemannia Cottbus 4:3 n. V. Zuschauer: ?
- Viertelfinale Deutsche Fußballmeisterschaft 1909/10, 17. April 1910 VfB Leipzig gegen FC Phönix Karlsruhe 1:2 Zuschauer: 4.000
- Viertelfinale Deutsche Fußballmeisterschaft 1913/14, 3. Mai 1914 SpVgg 1899 Leipzig gegen SpVgg Fürth 1:2 Zuschauer: 6.000
- Viertelfinale Deutsche Fußballmeisterschaft 1923/24, am 11. Mai 1924 SpVgg 1899 Leipzig gegen VfB Königsberg 6:1 Zuschauer: 6.000
- Achtelfinale Deutsche Fußballmeisterschaft 1925/26, am 16. Mai 1926 SV Fortuna Leipzig 02 gegen FC Bayern München 2:0 Zuschauer: 25.000
- Halbfinale Deutsche Fußballmeisterschaft 1930/31, am 31. Mai 1931 Hertha BSC gegen Hamburger SV 3:2 n. V. Zuschauer: 25.000
- Viertelfinale Deutsche Fußballmeisterschaft 1931/32, am 22. Mai 1932 FC Bayern München gegen PSV Chemnitz 3:2, Zuschauer: 30.000
- Gruppenphase Deutsche Fußballmeisterschaft 1934/35, am 14. April 1935 PSV Chemnitz gegen Vorwärts RaSpo Gleiwitz 2:1, Zuschauer: 12.000

Am 7. und 8. August 1926 fanden die deutschen Leichtathletik-Meisterschaften auf der neuen Anlage statt. Ein neuer 100-m-Weltrekord in 10,3 Sekunden wurde durch König (Breslau) bei dieser Meisterschaft aufgestellt.

## Ausstattung der Anlage
- Vereinsgebäude mit Sportraum und Gaststätte[7]
- Zuschauerkapazität: Stehplätze: 20.000, Sitzplätze: 500
- Sanitärgebäude
- Leichtathletikhalle (782 m²)
- Drei Großfelder
- Flutlicht vorhanden
- Zwei Rundlaufbahnen (davon eine Tartanbahn)
- Ein Hockeyplatz
- Eine Speedskatingbahn
- Ein  Kleinfeld
- Sieben Weitsprunganlagen
- Ein Hartplatz
- Tennisanlage